# Liste der Flaggen im Landkreis Spree-Neiße
Diese Liste beinhaltet alle in der Wikipedia gelisteten Flaggen im Landkreis Spree-Neiße in Brandenburg. Den Ortsnamen ist in Klammern die jeweilige Bezeichnung in niedersorbischer Sprache nachgestellt.

## Landkreis
| Landkreis (wokrejs)          | Hissflagge | Banner | Kommentare |
| ---------------------------- | ---------- | ------ | --- |
| Spree-Neiße, (Sprjewja-Nysa) |            |        | Genehmigt 1997: „Der Landkreis Spree-Neiße führt folgendes Wappen: Gevierteilt; oben vorn in Silber ein roter Krebs, hinten in Rot ein steigender, doppelt geschwänzter, gekrönter silberner Löwe; unten vorn in Blau eine dreiblättrige goldene Krone, hinten in Gold eine aufgerichtete, nach außen gebogene rote Hirschstange mit vier Enden und kleeblattförmiger Rose.“ (Wappen genehmigt am 6. September 1995) „Der Landkreis Spree-Neiße führt folgende Flagge: Geviert von Rot und Weiß, mit dem in der Mitte aufgelegten Kreiswappen.“ |

Wichtiger Hinweis
Zur Zeit der Erstellung dieses Artikels befinden sich darin nur wenige Flaggenabbildungen, dafür aber die Platzhalter  für Hissflaggen und  für Banner. Entsprechende Platzhalter  sind auch auf den Wappenlisten üblich und eine Aufforderung, die noch fehlenden Abbildungen zu finden oder zu erstellen und hochzuladen.

## Ämter
| Amt (amt)                           | Hissflagge                     | Banner | Kommentare |
| ----------------------------------- | ------------------------------ | ------ | --- |
| Burg (Spreewald), (Bórkowy (Błota)) | laut Hauptsatzung keine Flagge |        | Die Hauptsatzung des Amtes Burg (Spreewald) führt weder Wappen noch Flagge, sondern nur das Dienstsiegel mit dem Wappen des Landes Brandenburg. |
| Döbern-Land, (Derbno-kraj)          | laut Hauptsatzung keine Flagge |        | Die Hauptsatzung des Amtes Döbern-Land führt nur Wappen und Dienstsiegel, aber keine Flagge. (Wappen genehmigt am 17. November 1994) |
| Peitz, (Picnjo)                     | Amtsfarben:                    |        | Genehmigt am 30. Oktober 2000: „Dreistreifig Blau-Weiß-Blau im Verhältnis 1 : 4 : 1 mit dem Amtswappen im Mittelstreifen“. Das Wappen des Amtes Peitz wird wie folgt beschrieben: „Von Grün und Blau durch eine silbern bordierte und gezinnte schwarze Bogenbrücke, belegt mit drei goldenen Dornenfäden, geteilt; oben wachsend eine goldene Linde mit elf Blättern, unten ein goldener Karpfen.“ (Wappen genehmigt am 24. August 2000) |

## Städte und Gemeinden
Folgende Gemeinden führen weder ein eigenes Wappen noch eine eigene Flagge. Sofern sie ein Dienstsiegel führen, zeigt dieses das Wappen des Landes Brandenburg:
| - Briesen (Brjazyna) - Dissen-Striesow (Dešno-Strjažow) - Drehnow (Drjenow) - Felixsee (Feliksowy Jazor) | - Groß Schacksdorf-Simmersdorf (Tśěšojce-Žymjerojce) - Guhrow (Góry) - Jämlitz-Klein Düben (Jemjelica-Źěwink) - Jänschwalde (Janšojce) | - Neiße-Malxetal (Dolina Nyse a Małkse) - Schenkendöbern (Derbno) - Schmogrow-Fehrow (Smogorjow-Prjawoz) - Wiesengrund (Łukojce) |

| Stadt oder Gemeinde                          | Hissflagge                     | Banner | Kommentare |
| -------------------------------------------- | ------------------------------ | ------ | --- |
| Gemeinde Burg (Spreewald), (Bórkowy (Błota)) |                                |        | Genehmigt am 14. August 2007: „Dreistreifig Grün-Weiß-Grün (Grün-Silber-Grün) im Verhältnis 1:4:1 mit dem Gemeindewappen im Mittelstreifen.“ […] Wappenbeschreibung: „In Grün eine gold-bekrönte silberne Schlange, die sich um einen goldenen Säulenfuß windet und aus deren Rachen sich ein silberner Wasserschwall in das darauf liegende Becken ergießt, beseitet von zwei goldenen Sumpfdotterblumen.“ (Wappen genehmigt am 15. Mai 2007) |
| Stadt Döbern, (Derbno)                       |                                |        | Das Preußische Staatsministerium genehmigte am 24. Oktober 1928 der damaligen Gemeinde (seit 7. Oktober 1969 Stadt) Döbern im Kreis Sorau, Provinz Niederschlesien, die Führung eines Wappens, das der Innenminister des Landes Brandenburg am 7. Juli 1993 bestätigte. Vom Wappen abgeleitet sind die Farben: „Die Ortsfarben sind rot-gelb-blau.“ |
| Gemeinde Drachhausen, (Hochoza)              | laut Hauptsatzung keine Flagge |        | Die Hauptsatzung der Gemeinde Drachhausen führt nur das Wappen, aber keine Flagge. (Wappen genehmigt am 16. November 1998) |
| Stadt Drebkau, (Drjowk)                      |                                |        | Genehmigt am 20. August 2008: „Die Stadt Drebkau führt eine Flagge […] nach folgender Beschreibung: Dreistreifig Blau-Weiß-Blau (Blau-Silber-Blau) im Verhältnis 1:5:1 mit dem Stadtwappen im Mittelstreifen.“ „Die Stadt Drebkau führt ein Wappen […] nach folgender Beschreibung: In Blau eine durchgehende silberne Zinnenmauer mit zwei gezinnten, schwarzbefensterten, rotbedachten und beknauften silbernen Türmen und einem spitzbogigen Tor mit hoch-gezogenem roten Fallgatter; zwischen den Türmen ein schwebender roter Schild belegt mit einem doppelt-geschwänzten, gold-bewehrten, -gezungten und -gekrönten silbernen Löwen.“ (Wappen genehmigt am 2. Mai 2003) |
| Kreisstadt Forst (Lausitz), (Baršć)          | Stadtfarben:                   |        | Angenommen von der Stadtverordnetenversammlung am 26. November 2010, genehmigt am 13. April 2011: „Dreistreifig in den Farben Rot-Gelb-Rot (Rot-Golden-Rot) im Verhältnis 1:4:1 mit dem Stadtwappen im Mittelstreifen.“ Wappenbeschreibung: „In Rot ein goldener Schild, belegt mit einer linksgekehrten, fünfendigen roten Hirschstange. Auf dem Helm mit Decken aus einer Krone wachsend die Wappenfigur, alles golden.“ „Die Stadtfarben sind Rot und Gelb (Gold).“ Die Stadtfarben wurden 1935 angenommen und 1992 bestätigt. |
| Stadt Guben, (Gubin)                         |                                |        | Die Stadt führt seit Jahrzehnten eine rot-weiß gestreifte Stadtflagge, die nur selten mit dem Stadtwappen verziert wurde. Bestätigt am 15. Dezember 1992: „Die Stadtfarben sind Rot/Weiß“ |
| Gemeinde Heinersbrück, (Móst)                |                                |        | Genehmigt am 17. Februar 2010: „Dreistreifig in den Farben Rot-Weiß-Rot (Rot-Silber-Rot) im Verhältnis 1:4:1 mit dem Gemeindewappen im Mittelstreifen.“ Wappenbeschreibung: „In Rot über erniedrigtem blauen Schildfuß eine goldene Bohlenbrücke, darauf auf einem golden-gesattelten und -gezäumten silbernen Pferd linkshin reitend ein golden-bekrönter und -gegürteter, hersehender silberner König mit einem aufgerichteten und golden-begrifften silbernen Schwert in der Rechten; im rechten Obereck begleitet von einem goldenen Hochkreuz.“ |
| Gemeinde Kolkwitz, (Gołkojce)                | laut Hauptsatzung keine Flagge |        | Die Hauptsatzung der Gemeinde Kolkwitz führt nur Wappen und Dienstsiegel, aber keine Flagge. (Wappen genehmigt am 9. April 1999) |
| Gemeinde Neuhausen/Spree, (Kopańce)          |                                |        | Genehmigt am 18.April 2005: „Die Flagge zeigt drei Querstreifen in den Farben Blau-Weiß-Rot, belegt mit dem den Mittelstreifen überdeckenden Gemeindewappen.“ Wappenbeschreibung: „Geviert von Blau und Silber; 1: eine schräglinks fliegende natürliche Schwalbe, 2 und 3: vier rote Wellenbalken, 4: ein rot-bewehrter silberner Storch.“ (Wappen genehmigt 1997 dem damaligen Amt Neuhausen/Spree, in Rechtsnachfolge fortgeführt durch die zum 26. Oktober 2003 neugebildete Gemeinde Neuhausen/Spree, bestätigt am 16. November 2004) |
| Stadt Peitz, (Picnjo)                        |                                |        | Genehmigt 28.Juli 2000: „Dreistreifig Rot-Gelb-Rot im Verhältnis 1:4:1 mit dem Stadtwappen im Mittelstreifen“ Das Wappen der Stadt Peitz zeigt: „In Rot eine goldene dreitürmige Burg mit geschlossenem blauen Tor auf grünem Schildfuß; auf dem blauen Spitzdach des Mittelturmes mit goldenem Knauf ein goldener Vogel, beseitet von den Ziffern 8 und 5; die Seitentürme mit blauen Kuppeldächern, mit goldenen Knäufen und linkshin gewendeten Fahnen“. (Wappen genehmigt am 2. November 1992) |
| Stadt Spremberg, (Grodk)                     |                                |        | Seit 1835 etwa benutzte die Stadt Spremberg die Farben rot-weiß-grün, die sich bis heute, allerdings mit wechselnder Reihenfolge, gehalten haben; in dieser Reihenfolge endgültig festgelegt vom Heroldsamt in Berlin 1930. Wappen und Flagge wurden bestätigt am 11./17. August 2004: „Die Flagge der Stadt Spremberg ist dreistreifig Rot-Weiß-Grün mit dem den Mittelstreifen überdeckenden Stadtwappen.“ „Das Wappen der Stadt Spremberg zeigt in Silber auf grünem Dreiberg zwei rote, gemauerte Zinnentürme mit zwei schwarzen Fenstern; dazwischen schräg gestellt ein roter Dreieckschild, belegt mit einem goldbewehrten, -gezungten und -gekrönten doppelt geschwänzten silbernen Löwen, darauf ein goldener Helm mit schwarzem Flug, bestreut mit gestürzten goldenen Lindenblättern.“ |
| Gemeinde Tauer, (Turjej)                     |                                |        | Beschlossen von der Gemeindevertretung Tauer am 22. März 2012, bestätigt am 9. Mai 2012: „Dreistreifig im Verhältnis 1:5:1 und in den Farben Grün-Gelb-Grün (Grün-Gold-Grün) mit dem Gemeindewappen im Mittelstreifen.“ Wappenbeschreibung: „In Grün über goldenem Schildfuß, belegt mit einem liegenden grünen Eschenzweig, ein schreitender, widersehender goldener Auerochse.“ |
| Gemeinde Teichland, (Gatojce)                |                                |        | Genehmigt 16.Mai 2008: „Dreistreifig Blau-Gelb-Blau (Blau-Gold-Blau) im Verhältnis 1:4:1 mit Wappen im Mittelstreifen“ Wappenbeschreibung: „Unter schwarzem Schildhaupt, belegt mit drei goldenen Dornenfäden, in Gold drei schwarze, aus einem blauen Wellenschildfuß wachsende Rohrkolben mit grünen Stengeln und Blättern.“ (Wappen beschlossen von der Gemeindevertretung am 24. August 2004, genehmigt am 5. April 2005) |
| Gemeinde Tschernitz, (Cersk)                 | laut Hauptsatzung keine Flagge |        | Die Hauptsatzung der Gemeinde Tschernitz führt keine Angaben zu Wappen, Flagge und Dienstsiegel. |
| Gemeinde Turnow-Preilack, (Turnow-Pšiłuk)    |                                |        | Bestätigt 9. Mai 2011: „Dreistreifig in den Farben Rot-Weiß-Rot (Rot-Silber-Rot) im Verhältnis 1:5:1 mit dem Gemeindewappen im Mittelstreifen.“ Das Wappen der Gemeinde wird wie folgt beschrieben: „In Rot ein silberner Schräglinksbalken, belegt mit einer blauen Wellenleiste, nach der Teilung begleitet von zwei abgeschnittenen silbernen Zweigen, oben eine Schlehe mit fünf schwarzen Früchten und unten eine Trollblume mit drei Blüten.“ (Wappen genehmigt am 18. April 2011) |
| Stadt Welzow, (Wjelcej)                      |                                |        | In Gebrauch seit 1934, abgeleitet von den Wappenfarben: Stadtfarben: „rot-weiß“ Die Hauptsatzung der Stadt Welzow führt nur Wappen (genehmigt 1934, bestätigt am 14. Juli 2005) und Dienstsiegel, aber keine Flagge. |
| Gemeinde Werben (Wjerbno)                    |                                |        | Wappen und Flagge genehmigt am 10. Dezember 2024: „Die Flagge ist dreistreifig im Verhältnis 1 : 4 : 1 in den Farben Grün-Weiß-Grün und im Mittelstreifen mit dem Gemeindewappen belegt.“ Das Wappen zeigt: „in Gold über blauem Schildfuß, darin ein silberner Doppelsturzsparren, eine bewurzelte und grün-beblätterte schwarze Trauerweide“ |

### Ehemalige Städte und Gemeinden sowie historische Flaggen
| Stadt oder Gemeinde                               | Hissflagge | Banner | Kommentare |
| ------------------------------------------------- | ---------- | ------ | --- |
| Stadt Drebkau, (Drjowk) bis 2001                  |            |        | Genehmigt ????: Stadtfarben: „grün-weiß“ |
| Kreisstadt Forst (Lausitz), (Baršć) vor 2005      |            |        | Wappen und Stadtfarben wurden am 4. September 1992 vom Innenministerium genehmigt. |
| Kreisstadt Forst (Lausitz), (Baršć) 2005 bis 2011 |            |        | Genehmigt am 6. Dezember 2005: „Zweistreifig Rot-Gelb (Rot-Gold) mit dem Stadtwappen in der Mitte.“ „Das Wappen der Stadt Forst (Lausitz) zeigt in Gold eine aufgerichtete, nach rechts gebogene, vierendige rote Hirschstange mit einem kleeblättrigen Rosenstock.“ Das Landeshauptarchiv hatte der Stadtverwaltung Forst (Lausitz) mit Schreiben vom 30. September 2005 mitgeteilt, dass in Zukunft für hoheitliche Aufgabenbereiche (dazu gehören: Briefkopf, Dienstsiegel, Urkunden, Amtsschilder, amtliche Druckschriften und Stadtflagge) nur noch der Wappenschild zu verwenden ist. Aus diesem Grund musste das Stadtwappen der Stadt Forst (Lausitz) den neuen Gegebenheiten angepasst werden. |
| Tschernitz, (Cersk) Gemeinde Tschernitz           |            |        | In Gebrauch seit 2006: „Die Flagge ist Rot-Gelb gestreift und trägt mittig das Ortsteilwappen.“ Im Jahre 2006 versuchte der Ortsteil Tschernitz sich ein Ortsteilwappen und eine Flagge genehmigen zu lassen. Doch das Ministerium des Innern des Landes Brandenburg versagte diesem Vorhaben seine Zustimmung, da die Verordnung über kommunale Hoheitszeichen die Wappenführung eines Ortsteiles nicht vorsieht. Somit stellt dieses Wappen kein kommunales Hoheitszeichen dar. Der Ortsteil Tschernitz nutzt bzw. führt Wappen und Flagge ausschließlich für repräsentative Zwecke, aus Gründen der Identifikation und Heimatverbundenheit.                                                          |